# كريستوف ايكهورن
كريستوف ايكهورن (بالألمانية: Christoph Eichhorn)‏ (و. 1957 – م) هو ممثل، ومخرج سينمائي، وممثل أفلام من ألمانيا. ولد في كاسل.

## وصلات خارجية
- كريستوف ايكهورن على موقع IMDb (الإنجليزية)
- كريستوف ايكهورن على موقع ألو سيني (الفرنسية)
- كريستوف ايكهورن على موقع أول موفي (الإنجليزية)
- كريستوف ايكهورن على موقع قاعدة بيانات الفيلم (الإنجليزية)
- كريستوف ايكهورن على موقع كينوبويسك (الروسية)